# Strada secondaria 502
La strada secondaria (numero) 502 (slovacco: cesta II. triedy číslo 502, corto II/502) è una strada secondaria della Slovacchia che conduce da Bratislava a Vrbové. La strada fornisce il collegamento principale tra le città e i paesi sul lato orientale dei Piccoli Carpazi (Svätý Jur, Pezinok, Modra, Limbach) con Bratislava. Nel suo percorso incrocia la I/51 a Trstín. La lunghezza totale della strada è di 78.824 km.
Le sezioni che attraversano Bratislava sono amministrate dal Magistrat la capitale della Repubblica Slovacca Bratislava (slovacco: Magistrát hlavného mesta SR Bratislava), da Bratislava al confine tra Doľany e Dolné Orešany sono gestiti dalle Strade regionali di Bratislava (slovacco: Regionálne cesty Bratislava) e da Dolné Orešany a Vrbové sono gestiti dalla Gestione e manutenzione delle strade della regione di Trnava (slovacco: Správa a údržba ciest Trnavského samosprávneho kraja).

## Percorso

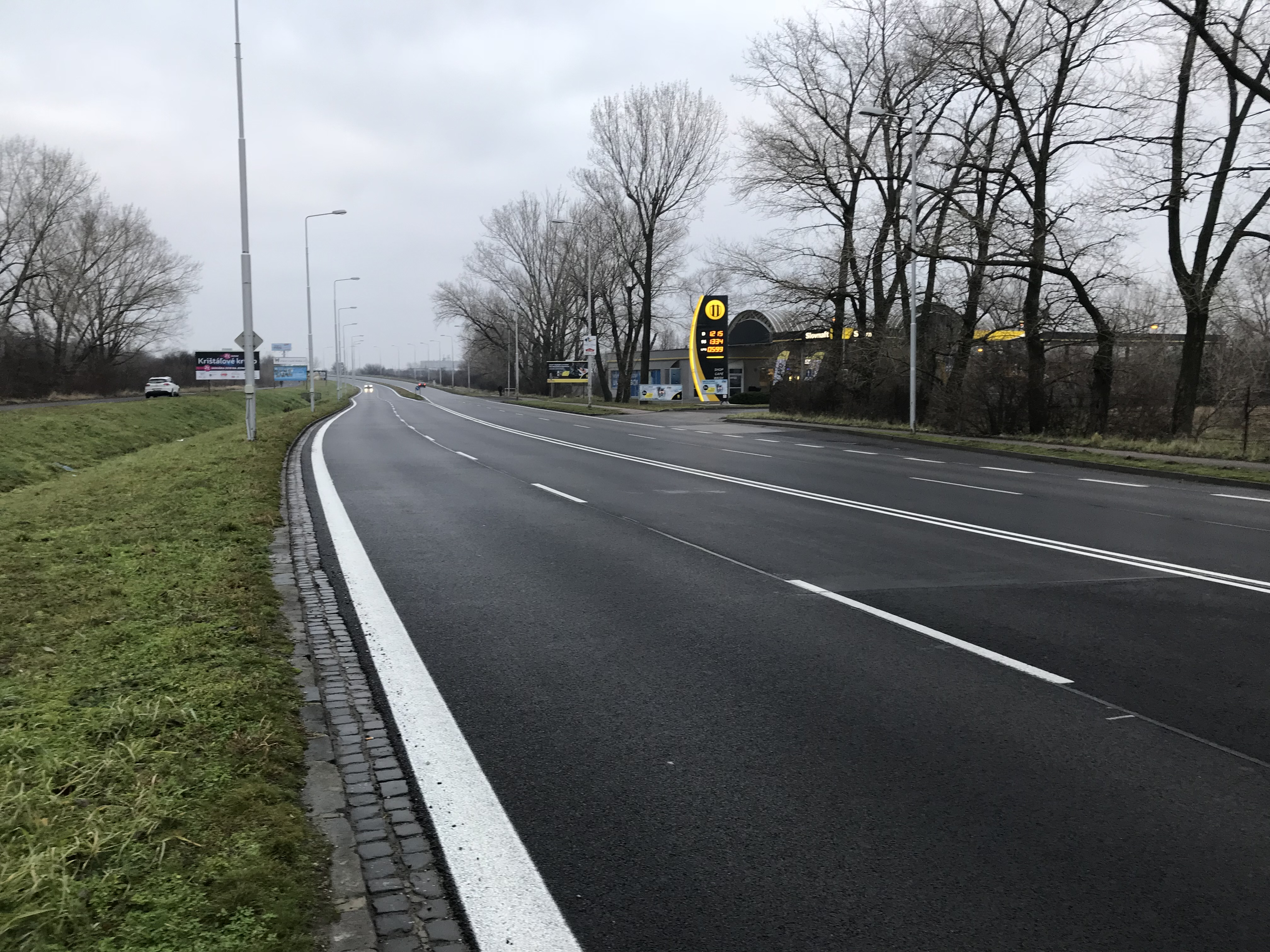
Strada secondaria 502 come via Púchovská a Bratislava

Il collegamento stradale inizia a Bratislava a Račianske mýto, dove attraversa anche la II/572, prosegue lungo le vie Račianska, Žitná e Púchovská; nel distretto urbano Rača si interseca con la III/1015. Quindi lasciata la capitale attraversa Svätý Jur fino a Pezinok, dove si unisce alla II/503. Prosegue quindi verso Modra, dove si trova la II/504; lasciata Modra passa da Častá e raggiunge Doľany. Quindi attraversa Dolné Orešany e Horné Orešany. La strada attraversa poi Smolenice, Trstín e si interseca con la I/51. Prosegue attraverso i comuni di Dechtice, Chtelnica e termina a Vrbové all'incrocio con II/499.

## Circonvallazione di Pezinok
Negli anni 1980, a causa del volume già insopportabile di traffico di camion attraverso il centro dell'area urbana di Pezinok, fu costruita la tangenziale orientale lunga 1,716 km. In origine, la strada II/502 attraversava il centro della città lungo le vie M. R. Štefánik e Trnavská. Parte dell'opera è stata la realizzazione di un passaggio a livello con la statale II/503 prima dell'abitato di Vinosady con tre raccordi e un passaggio a livello con la stessa strada con tre raccordi più a sud. I tratti abbandonati della strada II/502 nel centro della città sono stati rimossi dalla rete stradale e inclusi nella rete stradale locale della città di Pezinok.